# Acropora tortuosa
Acropora tortuosa är en korallart som först beskrevs av James Dwight Dana 1846.  Acropora tortuosa ingår i släktet Acropora och familjen Acroporidae. IUCN kategoriserar arten globalt som livskraftig. Inga underarter finns listade i Catalogue of Life.